# Caesar Hawkins

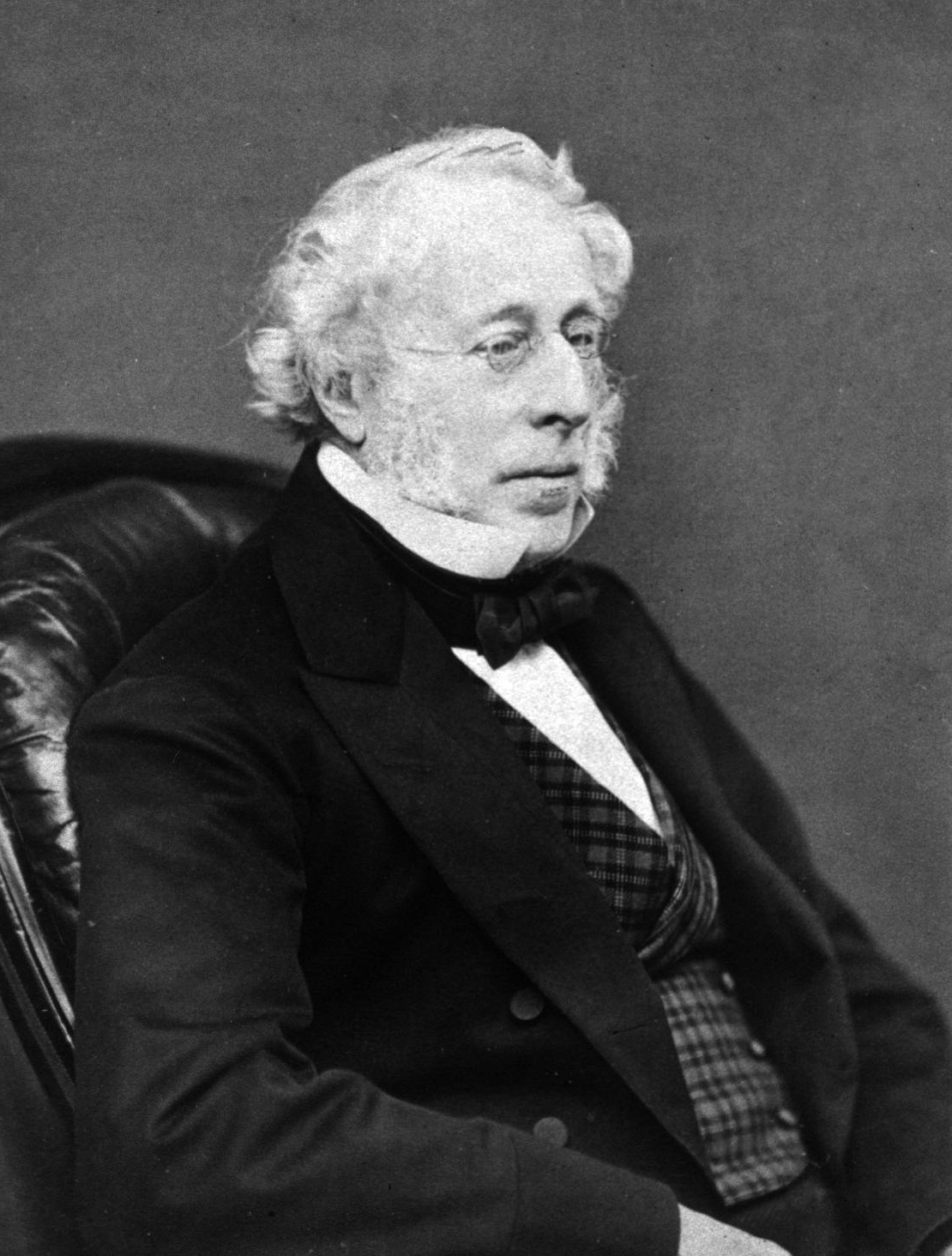
Caesar Hawkins (1874)

Caesar Henry Hawkins, FRS (* 19. September 1798 in Bisley, Gloucestershire; † 20. Juli 1884) war ein britischer Chirurg.

## Leben und Werk
Caesar Hawkins war der Sohn des Priesters E. Hawkins und der Enkel von Sir Caesar Hawkins (1711–1786), der Oberwundarzt (Serjeant Surgeon) am britischen Königshaus war.
Hawkins studierte zunächst am Christ’s Hospital Medizin. 1818 ging er an das St George’s Hospital in London. Dort arbeitete er von 1829 bis 1861 als Chirurg. 1852 und 1861 war er Präsident des Royal College of Surgeons of England. 1849 erhielt er die Hunterian Oration des Royal College of Surgeons of England. 1862 wurde Hawkins Oberwundarzt von Königin Victoria.
Hawkins galt als begnadeter Chirurg. Er führte 1846 als Erster am London Hospital erfolgreich Ovariotomien (Entfernung der Eierstöcke per Bauchschnitt) durch, zu einer Zeit, an der Anästhesie unbekannt war. Die Kolotomie (Öffnen des Dickdarms) popularisierte er ebenfalls.